# マナフェスト
マナフェスト（MANAFEST）は、カナダ出身のミュージシャン。
音楽のジャンルはクリスチャン・ラップ、ミクスチャー・ロック、ヒップホップなどに分類される。

## 来歴
プロ・スケートボーダーを目指していたが大事故による怪我で断念、本格的にミュージシャンの道を歩み始める。地元カナダでラップとソング・ライティングのスキルを高め、2005年6月にアメリカのTOOTH＆NAIL傘下のBECレーベルより『EPIPHANY』でデビュー。
「一人リンキン」「カナダのエミネム」と称されており、バックトラックは彼とプロデューサーが作成し、ヴォーカル面ではMANAFESTは主にラップを担当。スクリームや歌い上げるヴォーカルはfeat.ゲストを呼ぶことも多い。

## ディスコグラフィ
- 『エピファニー』 日本盤未発売（海外発売日2005年7月19日）
- 『グローリー』2007年7月4日発売
- 『シチズンズ･アクティヴ』2008年5月28日
- 『ザ･チェイス』 2010年2月3日
- 『Live in Concert』2011年6月9日

## 来日
- 大阪08年10月22日（水）心斎橋クラブクアトロ
- 東京08年10月23日（木）渋谷クラブクアトロ
- 2010年2月プロモーション来日

『激ロック EDGE-CRUSHER VOL.51』出演決定。 日程：2010年2月12日(金)